# Novohrîhorivka, Jovtnevîi
Novohrîhorivka (în ucraineană Новогригорівка) este un sat în comuna Șevcenkove din raionul Jovtnevîi, regiunea Mîkolaiiv, Ucraina.

## Demografie
Componența lingvistică a localității Novohrîhorivka
     Ucraineană (88,65%)
     Rusă (5,78%)
     Română (2,36%)
Conform recensământului din 2001, majoritatea populației localității Novohrîhorivka era vorbitoare de ucraineană (88,65%), existând în minoritate și vorbitori de rusă (5,78%) și română (2,36%).